# Баирово
Баирово — деревня в Тюкалинском районе Омской области. Входит в состав Коршуновского сельского поселения.

## История
В 1928 году состояла из 54 хозяйств, основное население — русские. Центр Баировского сельсовета Тюкалинского района Омского округа Сибирского края.

## Население
| 1926 | 2010 |
| ---- | ---- |
| 264  | ↘76  |